# Fotla Corona
Minona Corona es una corona de 150 kilómetros de diámetro que se encuentra en el planeta Venus, concretamente en Nsomeka Planitia.

## Geología de la corona
Fotla Corona presenta una variedad de estructuras tectónicas, incluyendo tres farra de tamaño decreciente de norte a sur (la más grande del norte tiene un diámetro de unos 35 km) alineadas a lo largo de una línea que corta la corona en su parte Oeste. Una red de fracturas bastante compleja es visible hacia el noreste, que entre otras estructuras volcánicas son visibles, probablemente debido a la efusión de lava a través de las fracturas existentes, lo que lleva al colapso de la tierra ubicada arriba.
Es visible un conjunto de domos volcánicos alineados con la parte sur de la circunferencia de la corona, y un área de tierra lisa en el centro de la formación, quizás la lava reciente. Estas observaciones destacan el papel central del vulcanismo en la génesis de las coronas.